# محمد اسماعیل ساری اصلانی
محمد اسماعیل ساری اصلانی سیاست‌مدار ایرانی بود، که در دوره بیست و چهارم مجلس شورای ملی به عنوان نماینده کنگاور از استان کرمانشاه در مجلس شورای ملی حضور داشت. در سن ۸۴ سالگی در تاریخ ۱۴ بهمن ۱۳۹۹ در کرمانشاه درگذشت.